# Micronema moorei
Micronema moorei es una especie de peces de la familia Siluridae en el orden de los Siluriformes.

## Morfología
• Los machos pueden llegar alcanzar los 24 cm de longitud total.

## Distribución geográfica
Se encuentra en los ríos Chao Phraya y Mekong.